# イヴォンヌ・ボヴェ
イヴォンヌ・ボヴェ(フランス語: Yvonne Beauvais, フランス語発音: [ivɔn bovɛ] ( 音声ファイル); 1901年7月16日 – 1951年2月3日) はフランスの聖アウグスチノ修道会に属する修道女。修道名は「イエスの愛のイヴォンヌ（Yvonne-Aimée de Jésus）」。普通は略してイヴォンヌ＝エメ（Yvonne-Aimée）や、生涯の大半を過ごした修道院のある村の名前を冠してマレストロワのイヴォンヌ＝エメと呼ぶ。第二次世界大戦中に同盟国の兵士とフランスのレジスタンスに属す人々を助け、1946年には聖アウグスティヌス修道院の同盟を創設した。

## 生涯

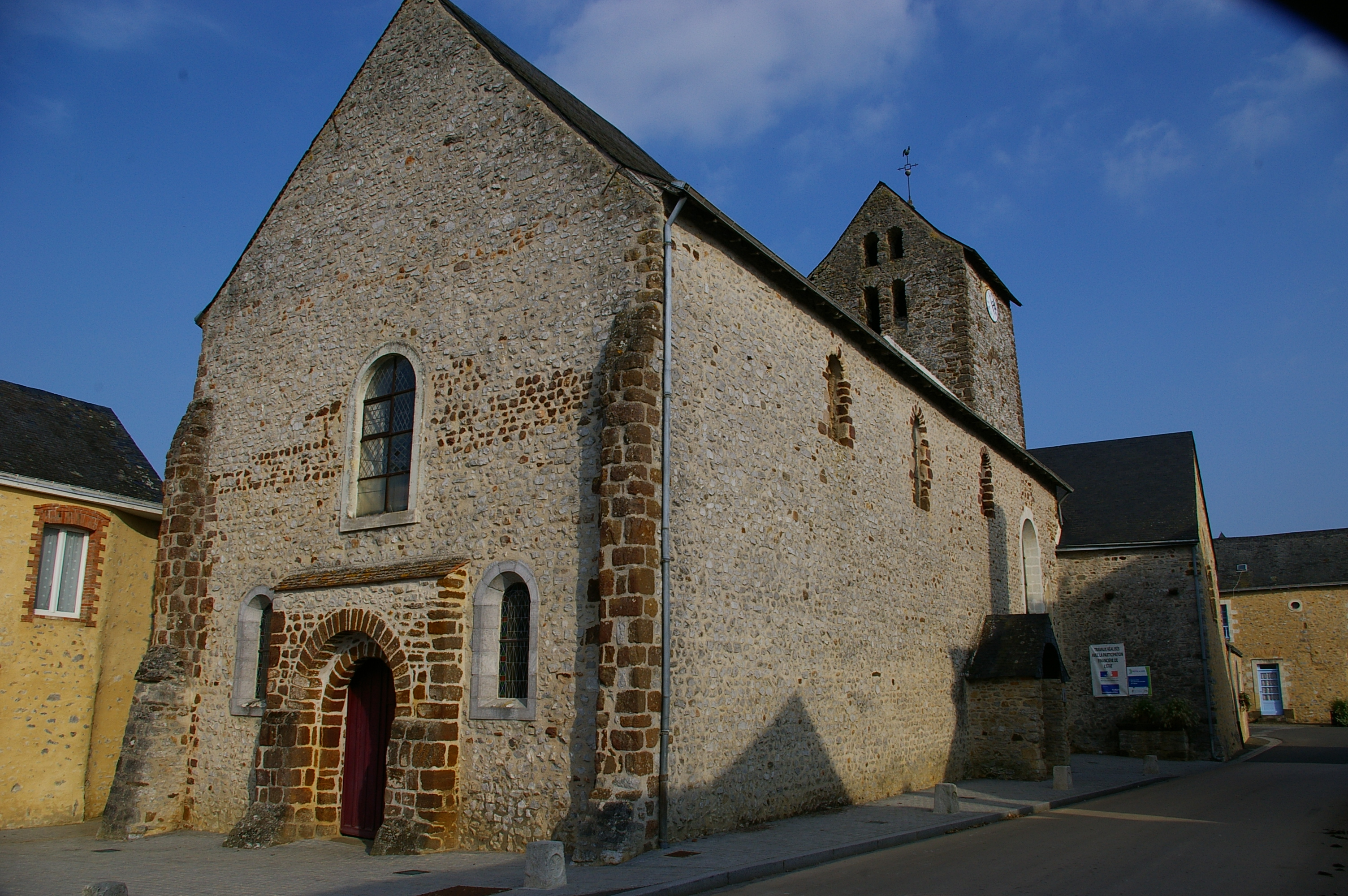
イヴォンヌ・ボヴェが洗礼を受けたコセ＝アン＝シャンパーニュの教会

イヴォンヌ・ボヴェは、1901年7月16日、マイエンヌの南東にある村、コセ＝アン＝シャンパーニュにて生まれた。父はアルフレド・ボヴェ（Alfred Beauvais）、母はリュシ・ブリュレ（Lucie Brulé）といい、ブルジョワジーの家庭であった。父親は1904年10月17日、イヴォンヌが3歳の時に死別した。母親は教師の職を得るためにやむなく幼いイヴォンヌをル・マンに住む自分の母親のところに預けた。そのため、イヴォンヌは母方の祖母の元で暮らすこととなった。あるとき祖母が幼いイヴォンヌにリジューの聖テレーズの自叙伝『ある霊魂の物語』（l’Histoire d’une âme）を読み聞かせたところ、イヴォンヌは非常に影響を受けて「聖人」になりたいと熱心に願うようになり、自分の罪を「四分の三に」減らすことに熱心に取り組んだ。
後年イヴォンヌは母親と共に暮らすために戻り、母親が管理者を務める全寮制の学校に入学した。20歳のときにイヴォンヌは「無原罪の聖マリアの子供たちの会」に入り、貧しい人々のために活動した。イヴォンヌは21歳のときに、その後の人生を決定付ける出来事を経験した。その少し前、イヴォンヌは腸チフスに罹っており、チフスの急性期を脱して回復期の治療のため、モルビアン県の村マレストロワにあるアウグスチノ会の修道女たちが運営する小さな病院に滞在していた。イヴォンヌは、入院中の1922年7月5日、「イエス・キリストが目の前に現れ、『十字架を身につけなさい』と語りかける」という体験をした。イヴォンヌは入院中何度もキリストの顕現を体験し、実体化したイエスは多くの場合、百合と薔薇の形態をとっており、時には金と金剛石、あるいは、香りだけという場合もあった。しばらくすると、イエスがイヴォンヌの前に姿を現したり、語りかけたり、相談に答えたりすることはなくなった。なお、このときイヴォンヌは第二次世界大戦の啓示を受けていたとされ、少なくとも彼女自身は献身の道を歩み始め、神の懲罰からフランスを免れさせるため、自らが犠牲になることが自分の使命であると思うようになった。1927年の3月、イヴォンヌは聖職志願者としてマレストロワの修道院に入る。1935年、イヴォンヌはコミュニティの女子修道院長として選ばれる。
イヴォンヌは第二次世界大戦中、同盟国の兵士とフランスのレジスタンスの戦士を病院に匿い、逃亡を手助けしていた。時には同盟国の空軍兵士を修道女に変装させていたことを語っている。イヴォンヌはシャルル・ド・ゴールによってフランスのレジオンドヌール勲章を授与されている。
1946年、イヴォンヌは聖アウグスティヌス修道院の同盟を創設し、初代代表を務めた。
1951年の初め、イヴォンヌはアフリカのナタール州の修道女を訪ねる計画を立てていた。しかしそれは果たされることはなく、2月に49歳でマレストロワにて脳内出血のため死去した。